# The Bugs Bunny Birthday Blowout
The Bugs Bunny Birthday Blowout (яп. ハッピーバースディ・バックス) (в Японии — Happy Birthday Bugs) — видеоигра в жанре платформера, разработанная и выпущенная компанией Kotobuki System Co., Ltd. в 1990 году эксклюзивно для игровой приставки NES на японском, североамериканском и европейском рынках. Игра основана на мультфильмах серии Looney Tunes, в первую очередь — на мультфильмах про кролика Багза Банни и является второй из пяти видеоигр компании Kemco, посвящённых Багзу Банни.

## Сюжет
Кролику Багзу Банни исполнилось 50 лет (первый мультфильм с Багзом в устоявшемся дизайне появился в 1940 году), и он был приглашён на масштабную вечеринку в его честь. Недовольны только отрицательные персонажи мультфильмов Looney Tunes — охотник Элмер Фадд, ковбой Йоземит Сэм, Вайл И. Койот и кот Сильвестр, которых не включили в список приглашённых. Они намерены прибегнуть ко всем возможным уловкам, чтобы Багз не попал на вечеринку, сорвав тем самым её. И теперь, чтобы успеть вовремя, отважному кролику предстоит увиливать от коварных ловушек и сражаться с полчищами врагов.

## Геймплей
Геймплей The Bugs Bunny Birthday Blowout представляет собой двухмерный платформер третьего поколения видеоигр, выполненный в стиле игр Super Mario Bros., DuckTales или Chip 'n Dale: Rescue Rangers. Игрок, управляя Багзом Банни, должен поочерёдно преодолеть ряд платформенных уровней, уклоняясь от многочисленных противников или же устраняя их, и собирать разбросанные по уровням бонусные предметы.

Кадр из второго уровня игры

Единственное оружие кролика — крупный молот, которым он бьёт неприятелей. Враги, в свою очередь, могут наносить повреждения простым прикосновением к Багзу, стреляя в него или даже взрываясь в непосредственной близости от него. В верхнем правом углу экрана находятся три (на начало игры) сердечка — игровая жизнь главного героя, которые постепенно исчезают, когда кролик пропускает удар или попадается в ловушку. Падение в пропасть моментально отбирает одну игровую жизнь.
Основной бонусный предмет, который Багз собирает по мере прохождения игры — квадратики с изображением морковки. После того, как квадратик «взят», изображение морковки сменяется символом компании Warner Bros. (пример), и квадратик становится монолитным, то есть его можно использовать в качестве опоры для кролика Багза.
Игра состоит из 6 этапов, каждый из которых разбит на 4 уровня. В конце каждого этапа и каждого второго уровня этапа (1.2/2.2/3.2 и т. д.) игроку предстоит встреча с боссом — особенно сильным противником, которого нужно поразить молотом несколько раз, прежде чем тот будет повержен. Боссы, как и Багз Банни, являются различными персонажами мультфильмов Looney Tunes — Йоземит Сэм, Вайл И. Койот, Тасманский дьявол и другие. В конце остальных уровней Багзу противостоит Даффи Дак, с которым, однако, не надо сражаться, необходимо лишь, избегая его, коснуться изображения большой морковки, после чего уровень завершается.
После каждого этапа встроена небольшая бонусная игра, в которой игрок может, используя собранные за уровень морковки, попытаться выиграть дополнительные игровые жизни для своего персонажа.

## Критика
The Bugs Bunny Birthday Blowout в различных отзывах получила оценки от средних до чуть выше среднего. Так коммерческая информационная база данных компьютерных игр для различных платформ Allgame оценила игру в 2,5 звёздочки из 5, а на популярном интернет-портале GameFAQs игра получила среднюю оценку 6,9 на основе 10 рецензентов портала.

### Рецензии
- Выходивший в начале 1990-х годов британский журнал Mean Machines в 19 выпуске поставил игре оценку 35 %, в том числе — 31 % за графическое оформление, 28 % за звук и музыку и 40 % за геймплей. Игра была названа унылой, банальной и плохо выполненной.[7]
- На англоязычном веб-сайте GamerVision приключения отважного кролика были оценены достаточно высоко — в 7 баллов из 10. По мнению рецензента The Bugs Bunny Birthday Blowout является пусть и не лучшей, но и далеко не самой худшей в своём жанре на NES, скорее солидным середнячком, и в любом случае достойна того, чтобы её попробовать.[8]
- Рецензент другого англоязычного сайта — Helium.com, поставил The Bugs Bunny Birthday Blowout оценку 2,5/5, оценив неплохое для 8-битного периода графическое оформление и критически высказавшись о монотонном и неудачном музыкальном сопровождении игры.[9]

## Прочие факты
Японская компания Kemco выпустила в период с 1989 по 2000 год целый ряд компьютерных игр с Багзом Банни в качестве протагониста — The Bugs Bunny Crazy Castle (1989, NES), The Bugs Bunny Crazy Castle 2 (1991, GameBoy), The Bugs Bunny Crazy Castle 3 (1999, GameBoy Color) и The Bugs Bunny Crazy Castle 4 (2000, GameBoy Color).